# Atrichopogon pallidipes
Atrichopogon pallidipes är en tvåvingeart som först beskrevs av Jean-Jacques Kieffer 1917.  Atrichopogon pallidipes ingår i släktet Atrichopogon och familjen svidknott. Inga underarter finns listade i Catalogue of Life.